# Ifni (Argélia)
Ifni é uma vila na comuna de Illizi, no distrito de Illizi, província de Illizi, Argélia. A vila é o local de um projeto para introduzir a energia solar para a Argélia, com dois domicílios ligados aos quinze sistemas de energia solar.